# Wólka Jeruzalska
Wólka Jeruzalska – wieś w Polsce położona w województwie łódzkim, w powiecie skierniewickim, w gminie Kowiesy.
Prywatna wieś szlachecka Wólka Jaruzelska położona była w drugiej połowie XVI wieku w powiecie mszczonowskim ziemi sochaczewskiej województwa rawskiego. W latach 1975–1998 miejscowość administracyjnie należała do województwa skierniewickiego.
Wieś leży na terenie Bolimowskiego Parku Krajobrazowego, jest położona w dolinie i otoczona lasem. Niegdyś znajdował się tu kościół mariawicki – do dziś pozostała jedynie plebania. W miejscowości znajduje się też mariawicki cmentarz.